# Madison Square Garden
Der Madison Square Garden, auch als The Garden bekannt und mit MSG abgekürzt, ist eine Mehrzweckarena in Manhattan in New York City, USA. Die Halle hat ihren eigenen Fernsehsender und bezeichnet sich selbst als The World’s Most Famous Arena („Die berühmteste Arena der Welt“). Die Veranstaltungsarena wird vor allem für Sportveranstaltungen (Boxen, Basketball, Eishockey) und Konzerte genutzt.

## Geschichte
- 31. Mai 1879: Erster MSG eröffnet, Madison Ave. und 26th Street
- 16. Juni 1890: Zweiter MSG eröffnet, Madison Ave. und 26th Street
- 15. Dez. 1925: Dritter MSG eröffnet, Eighth Avenue und 50th Street
- 14. Febr. 1968: Vierter MSG eröffnet

### Erster MSG 1874–1890 Fifth Avenue und 26th Street
Das Gelände an der 26th Street und Madison Avenue war Eigentum der Familie Vanderbilt, die es als Wartehalle für Fahrgäste ihrer Eisenbahnlinie, der New York and Harlem Railroad, nutzte. Als das Depot 1871 in das Grand Central Terminal verlegt wurde, wurde das alte Gebäude von P. T. Barnum angemietet. Als Barnums Ausstellung „The Greatest Show on Earth“ Gewinn abwarf, begann er, sich nach einem festen Ort für seine spektakuläre Show umzusehen.

Der erste Madison Square Garden 1879–1890

Barnum eröffnete am 30. April 1874 „The New York Hippodrome“, den späteren Madison Square Garden. Es war das größte Gebäude für Vergnügungen, das jemals gebaut worden war, und hatte mehr als 10.000 Sitzplätze. Die Baukosten beliefen sich auf 150.000 US-Dollar. Die aufwändigen Produktionen, die im Hippodrome gezeigt wurden, setzten den Maßstab für die zukünftigen, spektakulären und erstklassigen Vorstellungen, die mit dem Namen Barnum verbunden wurden. 1875 mietete Patrick S. Gilmore, ein bekannter Kapellmeister, der das Lied When Johnny Comes Marching Home komponierte, das Gebäude von Barnum und nannte es „Gilmore’s Garden“. Der Landschaftsgärtner John Thornhall pflanzte Farne und Bäume und ließ Fontänen anlegen – wie in einem Garten, denn das Haus hatte kein Dach. Er sorgte sogar dafür, dass Strom gelegt wurde. Es fanden verschiedene sportliche Aktivitäten statt wie Fechten, Gewichtheben, Jonglieren mit Keulen und Kanonenkugeln, Ringen und Radfahren, wie eine Zeichnung belegt. Eine Gravur zeigt die Fahrer auf einer Holzbahn mit Zuschauern auf einer offenen Tribüne, an und außerhalb der Bahn sowie Leute, die an Tischen sitzen und eine Kapelle innerhalb der Bahn. Schließlich wurde „Gilmore’s Garden“ von William Henry Vanderbilt nach dem nahe gelegenen Platz bzw. Park in „Madison Square Garden“ umbenannt und am 31. Mai 1879 wieder eröffnet. Hier sollten ursprünglich Bahn-Rad-Rennen stattfinden. Am 12. Februar 1879 wurde die erste Kunsteisbahn in Nordamerika im Garden eröffnet. Der Garden war ohne Dach, heiß im Sommer und eiskalt im Winter.

Barnums Neues Museum am Madison Square
Gilmore’s Concert Garden um 1875
Verschiedene Sportarten im Gilmore’s Concert Garden im Dez. 1875

### Zweiter MSG 1890–1925 Fifth Avenue und 26th Street

Plakat-Werbung Madison Square Garden für Circus Adam Forepaugh & Sells Bros.

William Henry Vanderbilt bildete ein Syndikat mit weiteren Geldgebern, das aus J. P. Morgan, Andrew Carnegie, James Stillman und William Waldorf Astor bestand. Letzterer ließ den ersten Garden im Juli 1889 abreißen und beauftragte den Stararchitekten Stanford White mit dem Entwurf eines neuen Gebäudes. Der „zweite“ Madison Square Garden kostete drei Millionen US-Dollar und wurde am 6. Juni 1890 eröffnet. Es war dem maurischen Stil der Kathedrale von Sevilla nachempfunden. Mit 32 Stockwerken am Madison Square Park war es das zweithöchste Gebäude der Stadt. Die Haupthalle des Gardens war die größte in der Welt, mit gemessenen 200 × 350 feet (61 × 110 m), mit festen Sitzplätzen für 8.000 Menschen und Stehplätzen für Tausende mehr. Es gab ein Theater mit 1.200 Sitzen, eine Konzerthalle, die Platz bot für 1.500 Zuhörer, das größte Restaurant der Stadt und es wurde Cabaret auf dem Dachgarten geboten. Dennoch war der Madison Square Garden II nicht erfolgreich. Das Syndikat der Investoren, Männer mit ungeheurem Reichtum, wollte nicht länger sein „gutes Geld schlechtem hinterher werfen“ und verkaufte 1911 den Garden II an eine Immobilienfirma.
Der Boxpromoter Tex Rickard unterbreitete dem Eigentümer des Gardens den Vorschlag, eine ganze Saison mit Boxkämpfen an jedem Freitagabend zu bestreiten, gefolgt von einer Schwimmsaison im Sommer. Er würde Boxkämpfe in allen Klassen sowie Titelkämpfe organisieren. Rickard sagte ihnen, dass er nicht nur einige, sondern alle Boxer in die Halle des Garden bringen könnte. Die Eigentümer vom Madison Square Garden vertrauten den Plänen von Rickard und schlossen mit ihm einen 10-Jahres-Pachtvertrag, Konzessionen und allem anderen am 20. Juli 1920 für 300.000 US-Dollar pro Jahr. Getragen wurde dies durch einen Sub-Leasing-Vertrag mit John Ringling, dem Circus Impresario und Hauptstütze des Gardens. Rickards Arbeit begann am 1. August, obwohl Gouverneur Alfred E. Smith die Boxkommission und den Lizenzausschuss erst am 12. August ernannte. Rickards erster Boxkampf, der unter den Gesetzen von New York New York State Athletic Commission (NYSAC) stattfand, würde am 17. September 1920 im Madison Square sein. Außerdem sah Rickards Plan für den Garden einen Umbau des Gebäudes mit Erweiterung der Sitzkapazität auf insgesamt 13.000 vor, sowie während der Sommermonate eine Umwandlung des riesigen Amphitheaters in ein Hallenbad. So wollte er den Garden rentabel machen, wenn keine Boxkämpfe ausgetragen wurden. Seine Pläne wurden realisiert.

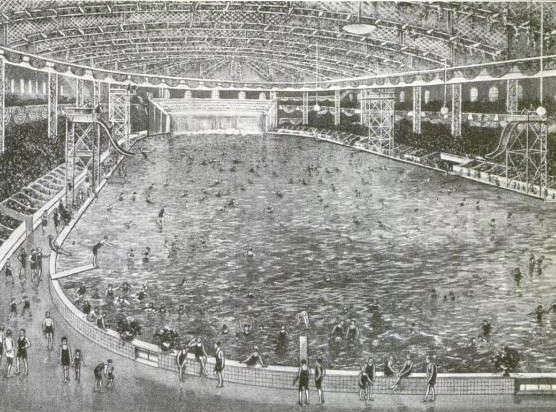
Das größte Hallenbad der Welt im MSG II

Das Hallen-Schwimmbad war das Highlight im Sommer 1921 und ein Wunder der modernen Technik. Das Becken war weiß gefliest, 75 m lang, 33,5 m breit und hatte einen Inhalt von 1,5 Millionen Gallonen (rund 5,678 Millionen Liter) Wasser bei einer Tiefe von 0,90 m bis 4,50 m. Am ferneren Ende des Beckens befand sich ein Wasserfall mit einer Höhe von 25 Fuß (7,6 m). Es gab Schwimmen zur Erholung sowie Amateur- und professionelle Schwimmwettkämpfe.
Zusätzlich zum Boxen und der Schwimmhalle war Rickard auch erfolgreich in der Nutzung des MSG für eine Reihe von anderen Veranstaltungen. So fand hier 1924 der erste Parteitag der Demokraten statt sowie die 6-Tage-Rennen, die unter ihm ihren Höhepunkt erreichten. Über Wohltätigkeitsveranstaltungen wollte Rickards auch Frauen in den Sport einbeziehen, insbesondere zum Boxen, und damit das Image für diesen Sport aufbessern.
Die New York Life Insurance Company, der Hypotheken auf das Gebäude gehörten, kündigte diese 1916 und drängte auf das Ende. Das zweite Gebäude war das letzte, das sich noch tatsächlich am Madison Square befand. Es wurde 1926 abgerissen und an dessen Stelle das New York Life Building nach einem Entwurf von Cass Gilbert gebaut und 1928 eingeweiht.

#### Diana of the Tower

„Diana“ Göttin der Jagd auf dem Turm des MSG

Das Architektenbüro McKim, Mead, and White hatte den Auftrag für den Bau eines neuen Madison Square Garden erhalten. Stanford White hatte ein Gebäude im maurischen Stil entworfen; der höchste Turm hatte den Glockenturm der Kathedrale von Sevilla, die Giralda, als Vorbild. White beauftragte seinen Freund, den Bildhauer Augustus Saint-Gaudens, mit einer passenden Figur für die Turmspitze. Sie einigten sich auf eine „Diana“, römische Göttin der Jagd, mit Pfeil und Bogen. Die Skulptur war 18 Fuß (5,5 m) hoch und wog 1.800 Pounds (816,5 kg). Sie war als Wetterfahne gedacht und sollte sich drehen, aber das tat sie nicht. Außerdem befanden Architekt und Künstler, dass sie zu groß für den Turm sei. Im September 1892 wurde diese Diana entfernt und nach Chicago gebracht, wo sie die Kuppel des Landwirtschaftsgebäudes der World’s Columbian Exposition 1893 zierte.
Die zweite Diana, auch bekannt als „Diana auf dem Turm“, wurde auf 13 Fuß (3,96 m) skaliert und in leichtem gehämmerten Kupferblech hergestellt und vergoldet. Ihre sportliche Figur war eine perfekte Ergänzung zu einem Ort, an dem Sportveranstaltungen sowie andere Arten der Unterhaltung stattfanden. Während des „Gilded Age“ (Goldenen Zeitalters) von New York City, als es ein Skandal war, wenn eine Dame ihre Knöchel in der Öffentlichkeit zeigte, war diese nackte Diana ziemlich schockierend und war der Gesprächsstoff der Stadt. Mit insgesamt 347 Fuß (105,8 Meter) Turmhöhe wurde sie der höchste Punkt in New York City, höher als die Freiheitsstatue. Diana war die erste Statue, die nachts elektrisch beleuchtet wurde. Mit ihrer vergoldeten, geschmeidigen Form glänzte sie in der Sonne während des Tages und konnte entlang des Hudson River und in New Jersey gesehen werden.

### Dritter MSG 1925–1968 8th Avenue und 50th Street

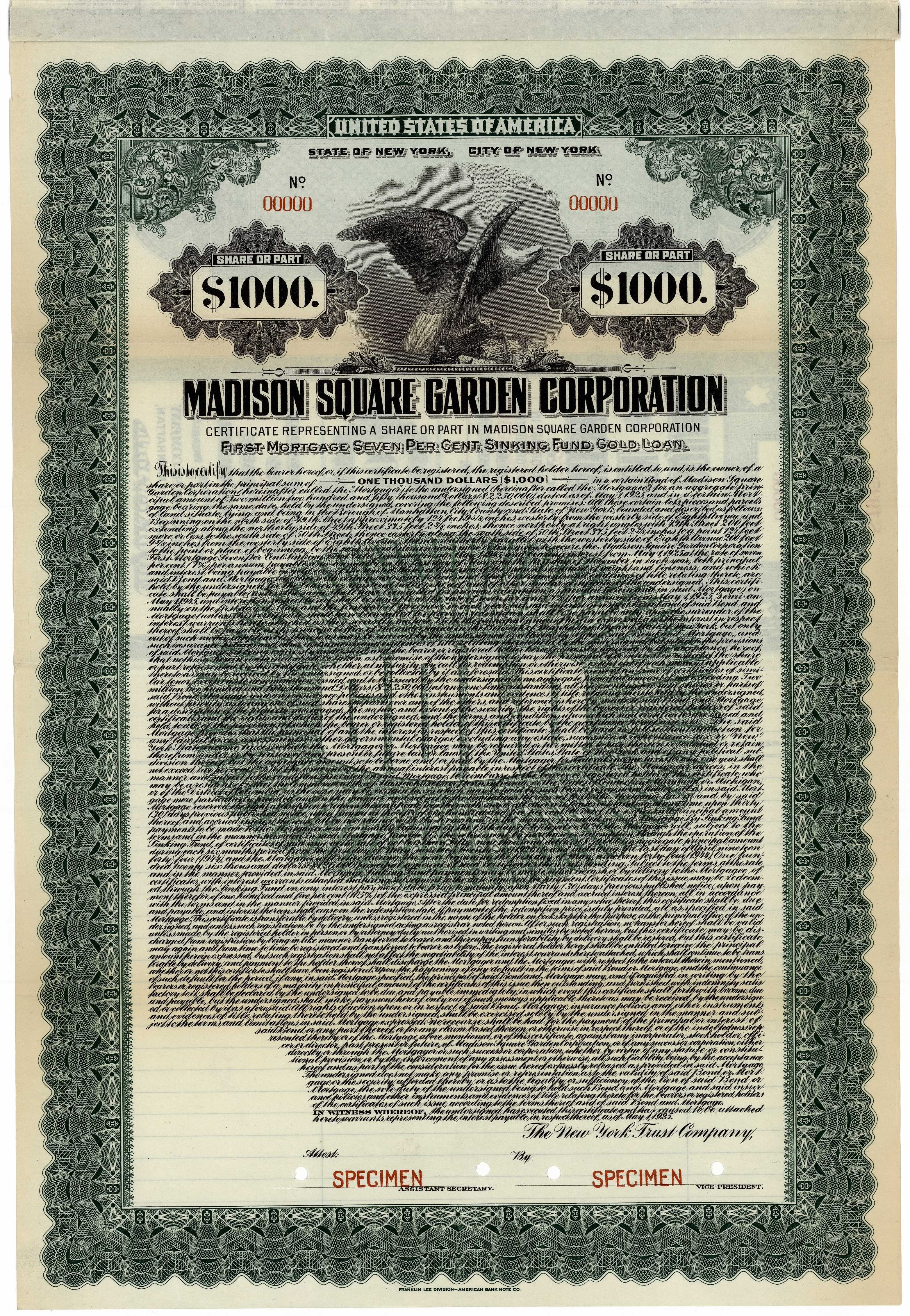
Specimen eines Gold Loan der Madison Square Corp. vom 1. Mai 1925

Der Standort des Nachfolgebaus verlagerte sich weiter nach Norden, Richtung West Side Manhattans. Der Spatenstich für den Bau des MSG III erfolgte am 9. Januar 1925 an der Eighth Avenue zwischen der West 49th und 50th Street. Entworfen wurde es von dem Theater-Architekten Thomas W. Lamb; die Baukosten beliefen sich auf 4,75 Millionen US-Dollar. Das Gebäude wurde in 249 Tagen durch Boxpromoter Rickard errichtet und „The House that Tex built“ (Das Haus, das Tex gebaut hat) genannt. Die Arena war 200 × 375 Fuß (61 × 114 m) groß, mit Sitzen in drei Rängen und einer maximalen Kapazität von 18.496 Zuschauern bei Boxveranstaltungen. Nach dem Abriss entstand an der Stelle der Wolkenkratzer One Worldwide Plaza.

### Vierter MSG 1968 bis heute 7th Avenue und 33rd Street
Das heutige MSG-Gebäude wurde ab 1963 über den Gleisanlagen des Bahnhofs Pennsylvania Station errichtet, dessen vom Architekturbüro McKim, Mead, and White  entworfenes Gebäude im „Beaux-Arts“-Stil hierfür 1964 abgerissen wurde. Der Komplex besteht heute aus Kongresszentrum, Kino, Theater und Sportfeld.
Im Juli 2013 stimmte der Stadtrat von New York als Eigentümer für eine letztmalige Verlängerung des Mietvertrages um zehn Jahre mit den Betreibern. In dieser Zeit muss der Madison Square Garden erneut umziehen, um für den Zeitraum danach die Modernisierung der unter dem Stadion liegenden Pennsylvania Station zu ermöglichen.

## Veranstaltungen

### Sport

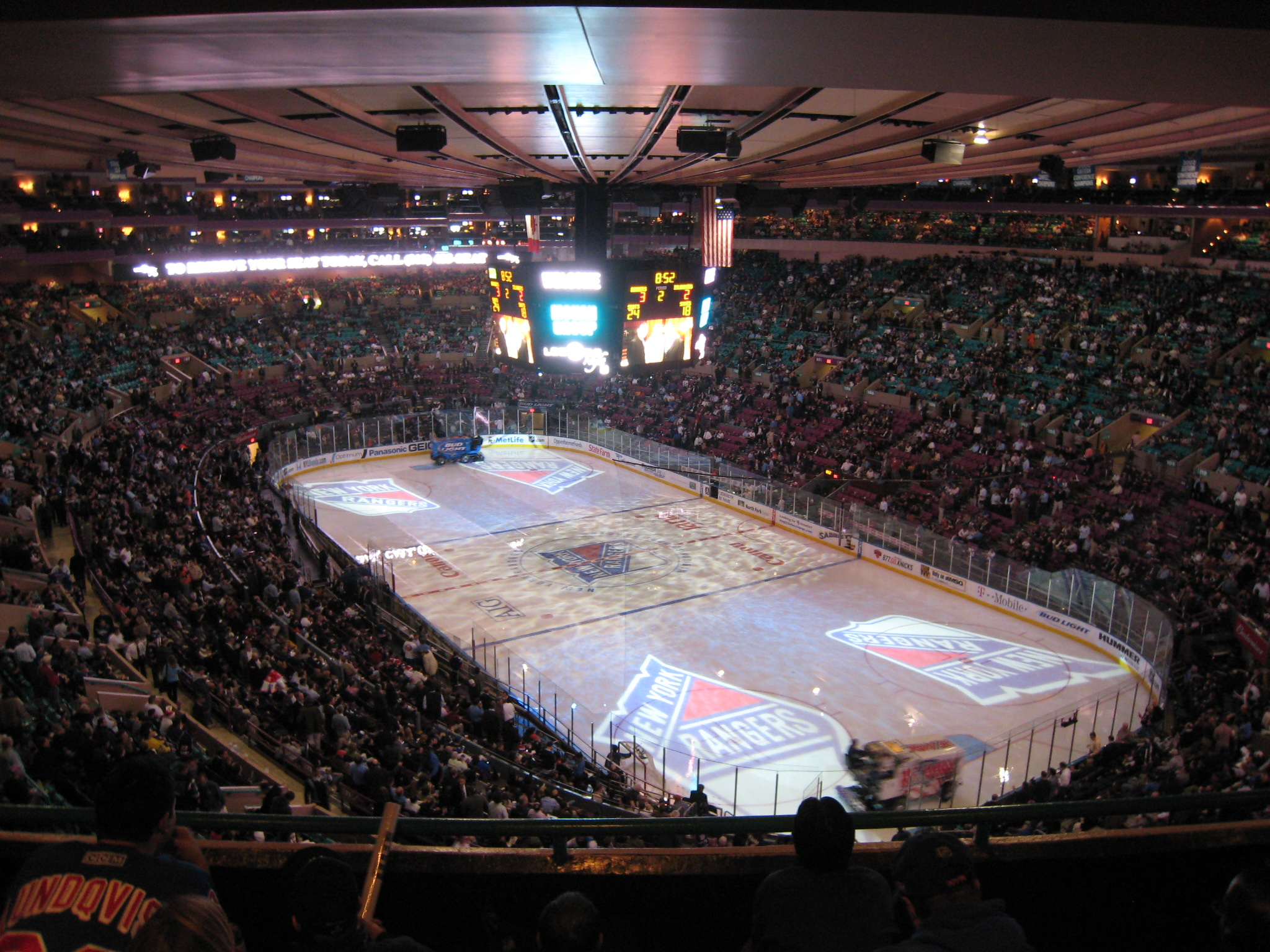
Madison Square Garden während eines Heimspiels der Rangers

Im MSG tragen sowohl das Basketballteam der New York Knicks als auch das Eishockeyteam der New York Rangers ihre Heimspiele aus. Der MSG bietet bei Spielen der Knicks 19.763 Zuschauern Platz, bei Eishockeyspielen 18.200 Zuschauern. 1971 und 1974 fanden dort die ersten beiden Kämpfe zwischen den Boxlegenden Muhammad Ali und Joe Frazier statt.

#### Sechstagerennen
1891 fand erstmals ein Sechstagerennen im Madison Square Garden statt. Zunächst waren bei diesen Rennen nur Einzelfahrer – in der Regel männliche Berufsfahrer – am Start, die von Montag bis Samstag zwölf Stunden am Tag um eine Radrennbahn fuhren. Wegen der Sonntagsruhe waren die Rennen auf sechs Tage beschränkt. Wer in dieser Zeit die meisten Meilen absolviert hatte, war der Sieger. Dieser war beim ersten Rennen im Garden der US-Amerikaner Bill „Plugger“ Martin mit 1466,7 gefahrenen Meilen. In den folgenden Jahren fand jährlich ein Sechstagerennen für Einzelfahren im Garden statt.

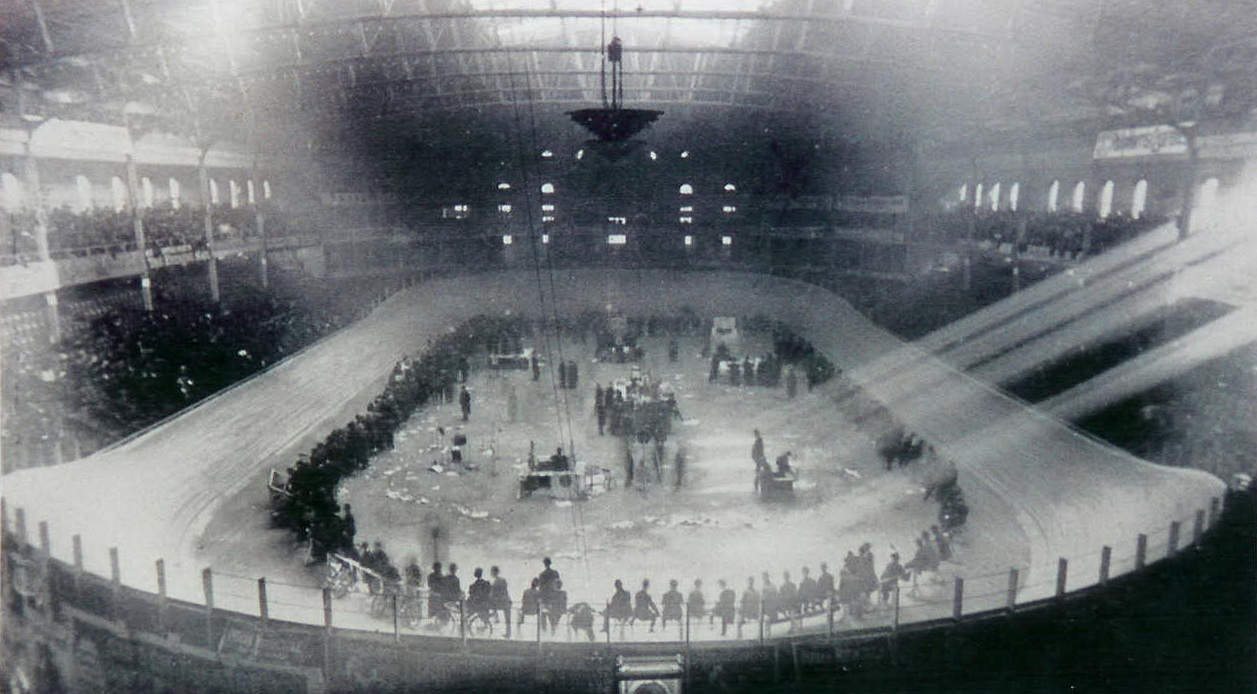
Der Garden mit Radrennbahn im Jahr 1907

1894 soll der Fahrer Albert Schock das Rennen in einem so schlimmen körperlichen Zustand beendet haben, dass es im Jahr darauf kein Veranstalter wagte, ein Sechstagerennen zu veranstalten. 1896 startete der US-Amerikaner Teddy Hale beim Solo-Sechstagerennen im Madison Square Garden und gewann mit 1910 Meilen und acht Runden vor 30 Konkurrenten. Über seine Verfassung nach Ende des Rennens hieß es: „He looked like a ghost. His face was like the white face of a corpse and he stared in front of himself, his eyes terribly fixed […] His mind was no longer there on the track, he had lost all signs of life and self possession.“ („Er sah aus wie ein Geist. Sein Gesicht war so weiß wie das Gesicht einer Leiche, und er starrte vor sich hin, mit furchtbar fixiertem Blick. […] Sein Geist war nicht mehr auf der Bahn, er hatte alle Lebenszeichen und Selbstbeherrschung verloren.“) Er selbst sagte später dazu: „Ich habe gewonnen, aber ich habe 10 Jahre meines Lebens für einige Tausend Dollar hingegeben.“ Das New York Journal bezeichnete diese Form eines Radrennens als „verderblich für den vernünftigen Umgang mit dem Rad“ und der New York Herald schrieb von einer „Unmenschlichkeit im Namen des Sports“.
Im Jahr darauf versuchte der Präsident des New Yorker Board of Health, Michael C. Murphy, das Rennen zu verhindern, da es sich dabei um „eine tierische Veranstaltung handele, die sich kein weißer Mann anschauen sollte“ und bei der die Sportler unmenschlichen Anstrengungen unterworfen seien. Der Arzt, der den als Karl Müller in Deutschland geborenen Fahrer Charles Miller nach dessen Sieg im Vorjahr untersucht hatte, versicherte, dieser habe sich in guter körperlicher Verfassung befunden. Allerdings soll sein Vorsprung vor den anderen Fahrern so groß gewesen sein, dass er sich zwischendurch mehrere Stunden Schlaf gönnen konnte. Das Rennen im Jahr 1898 fand wie geplant statt, und Miller gewann erneut.
Sechstagerennen mit einzelnen Fahrern erwiesen sich mit den Jahren als zunehmend unattraktiv für die Zuschauer. Um für Publicity zu sorgen, verbreiteten die Veranstalter des New Yorker 1898 in der Presse, dass Fahrer aufgrund der unmenschlichen Anstrengung wahnsinnig geworden seien. Die Zuschauer wollten sich selbst ein Bild machen, so dass der Madison Square Garden tags darauf gut besucht war. Auf Dauer sah man aber im Einzelwettbewerb keine Möglichkeit, das Publikum zu begeistern. Im Jahr darauf wurden zudem die Bedenken gegen das Solo-Sechstagerennen ernst genommen, und es wurde von den Behörden verordnet, dass ein Fahrer nur noch zwölf Stunden täglich fahren dürfe; die Lösung waren Zweier-Mannschaften, mit der Bedingung, dass sich immer einer der beiden Fahrer auf der Radrennbahn befinden müsse.
Das erste Sechstagerennen mit Zweier-Mannschaften gewann Charles Miller, gemeinsam mit Frank Waller, einem gebürtigen Münchener. Da die Rennen mit Zweier-Mannschaften erstmals im Madison Square Garden ausgetragen wurden, wird die Bahnradsportdisziplin Zweier-Mannschaftsfahren seitdem auch Madison oder Americaine genannt.

Billy Joel spielt Piano Man im Madison Square Garden

Das jährliche Sechstagerennen im Garden war ein beliebtes gesellschaftliches Ereignis: „[…] where men and women, rich and poor, black and white rubbed elbows, listened to the latest jazz bands and songwriters, and screamed encouragment to their heroes“. Zwischen 1899 und 1961 fanden im Madison Square Garden 70 Sechstagerennen statt.

### Konzerte und sonstige Veranstaltungen
Viele bekannte Musiker traten im MSG auf; am häufigsten Billy Joel, der dort bereits mehr als 110 Konzerte gab. Aus Deutschland traten die Scorpions  1982, 1984 (3×), 2017 und 2022 insgesamt sechs Mal in der Arena auf; im Jahr 2010 spielte die Rockband Rammstein im Madison Square Garden. Bei Konzerten bietet der Garden bis zu 20.000 Zuschauern Platz.
Jeweils im Februar beherbergt der MSG die Westminster Kennel Club Dog Show, die älteste Hundeausstellung der Welt. Der Garden wird ebenfalls für geschäftliche und private Feiern vermietet; 2004 war er Schauplatz des Parteitags der Republikaner.

## Trivia
Gelegentlich dient der Madison Square Garden als Drehort für Filme; in Godzilla legt die Riesenechse hier ihre Eier ab, weshalb im Film der MSG durch zwei Raketen zerstört wird. Auch der Film Highlander – Es kann nur einen geben (1986) beginnt hier.
1962 sang Marilyn Monroe ihr Geburtstagsständchen Happy Birthday, Mr. President für Präsident Kennedy im dritten MSG.